# Polyporus melaleucus
Polyporus melaleucus är en svampart som beskrevs av Bres. 1912. Polyporus melaleucus ingår i släktet Polyporus och familjen Polyporaceae.   Inga underarter finns listade i Catalogue of Life.